# Saint-Georges-en-Auge

Saint-Georges-en-Auge este o comună în departamentul Calvados, Franța. În 1 ianuarie 2018 avea o populație de 84 de locuitori.